# 武萊貝肯湖
52°28′55″N 13°33′44″E / 52.48194°N 13.56222°E

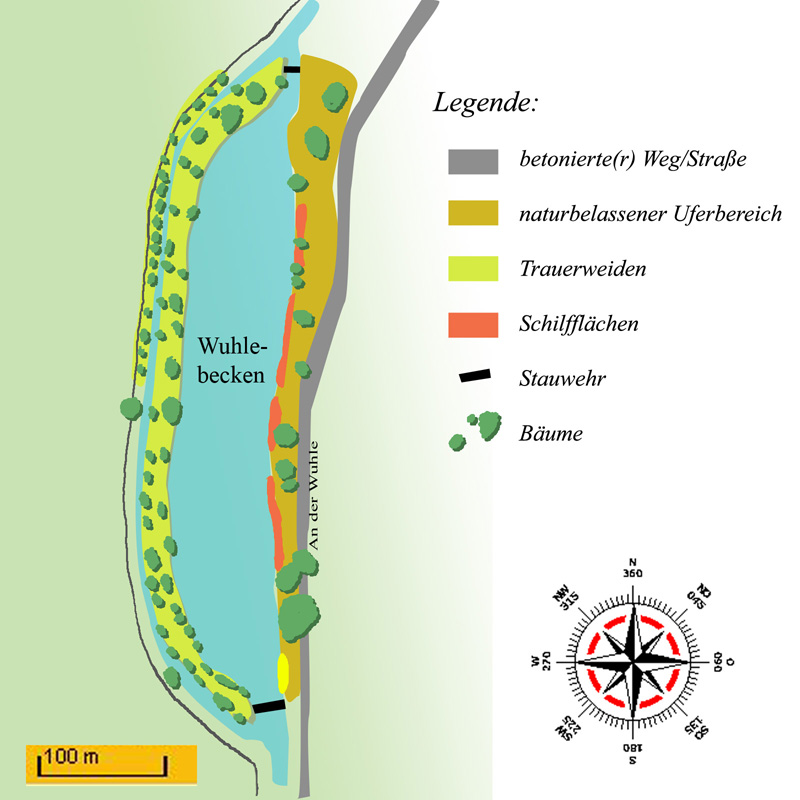

武萊貝肯湖（德語：Wuhlebecken），是德國的湖泊，位於該國首都柏林，由馬爾燦-黑勒斯多夫行政區負責管轄，面積0.06平方公里，海拔高度33米，最大水深5米。